# سیکاپل
سیکاپل مربوط به دوره قاجار است و در شهرستان بهشهر، بخش شرقی شهر، محله قنبرآباد واقع شده و این اثر در تاریخ ۲۵ اسفند ۱۳۸۰ با شمارهٔ ثبت ۵۴۰۴ به‌عنوان یکی از آثار ملی ایران به ثبت رسیده است.